# Coda
|  | Per a altres significats, vegeu «Coda (desambiguació)». |

La coda és un passatge final d'un moviment o temps d'una composició musical que té com a funció principal dotar aquest moviment d'un final escaient. És habitual que algun element de l'inici d'aquesta coda permeti a l'oient entendre clarament –sempre que aquest tingui un cert domini i comprensió dels elements idiomàtics de l'estil– que s'està entrant en aquesta secció amb la qual es clou el moviment. Algunes de les tècniques que s'usen per a això són un canvi de tempo, un retorn a temes escoltats anteriorment, o encadenaments de processos cadencials.

Símbol de la Coda

Habitualment la coda guarda una proporció de magnituds respectives amb la totalitat del moviment al qual fa de cloenda; això no priva que, a vegades, s'hagi experimentat, precisament, modificant aquesta relació de durades.
En la música popular, la coda és aquell fragment que hi ha al final d'una cançó i que mostra explícitament que es tracta precisament d'un final. Això s'assoleix repetint un fragment que no es repeteix a cap altra banda de la cançó, o bé incorporant una part musical nova, no executada tampoc a cap altra banda de la cançó.
A les partitures, el símbol de coda, que en el ram dels músics catalans s'anomena "l'ou", s'utilitza com a marcador de navegació de manera similar al signe Dal segno, sobretot a les sortides de les repeticions. Es troba principalment a la música moderna, i no pas en obres d'autors clàssics com ara Haydn o Mozart.